# Franz Weber (Architekt)
Franz Philipp Weber (geboren 16. August 1879 in Kaub; gestorben 19. September 1935 in Köln) war ein deutscher Architekt. Er wirkte langjährig als Atelierleiter seines Schwagers Bruno Paul, mit dem er in Berlin und Köln verschiedene Bauprojekte realisierte.

## Leben
Franz Weber studierte in Berlin an der damaligen Technischen Hochschule. Er heiratete Pauli, geborene Graf, die jüngere Schwester von Bruno Pauls Ehefrau.
Ab 1909 übernahm Weber die Leitung von Pauls Berliner Atelier. Da er jedoch zugleich in Berlin noch als Regierungsbaumeister im Hochbau arbeitete, suchte er kurz darauf erfolgreich um Entlassung aus dem Staatsdienst nach. 1914 richtete Weber seine Vier-Zimmer-Wohnung im Berliner Tiergartenviertel in der Viktoriastraße 8 mit von seinem Schwager entworfenen Möbeln ein. Nach dem Ersten Weltkrieg berichtete der Kunstkritiker Max Osborn 1919 über die so eingerichtete Wohnung der Webers in der Fachzeitschrift Deutsche Kunst und Dekoration.
1921 siedelte Weber nach Köln über, um unter der Leitung seines Schwagers ein weiteres Büro zu eröffnen. Dafür bauten die beiden ein altes Kölner Bürgerhaus insbesondere zur Repräsentation um. Die darin für die Webers vorgesehene Wohnung in der Caecilienstr. 3, sollte zugleich mit einem Empfangsraum und einem Besprechungsraum für Kunden repräsentativen Zwecken dienen. Dafür wurden die Räume mit den teilweise von Bruno Paul entworfenen und schon zuvor in Berlin verwendeten Möbeln eingerichtet. Wie schon dieses Mobiliar zuvor wurde auch die gesamte weitere Einrichtung dann durch die Deutschen Werkstätten Dresden-Hellerau ausgeführt.

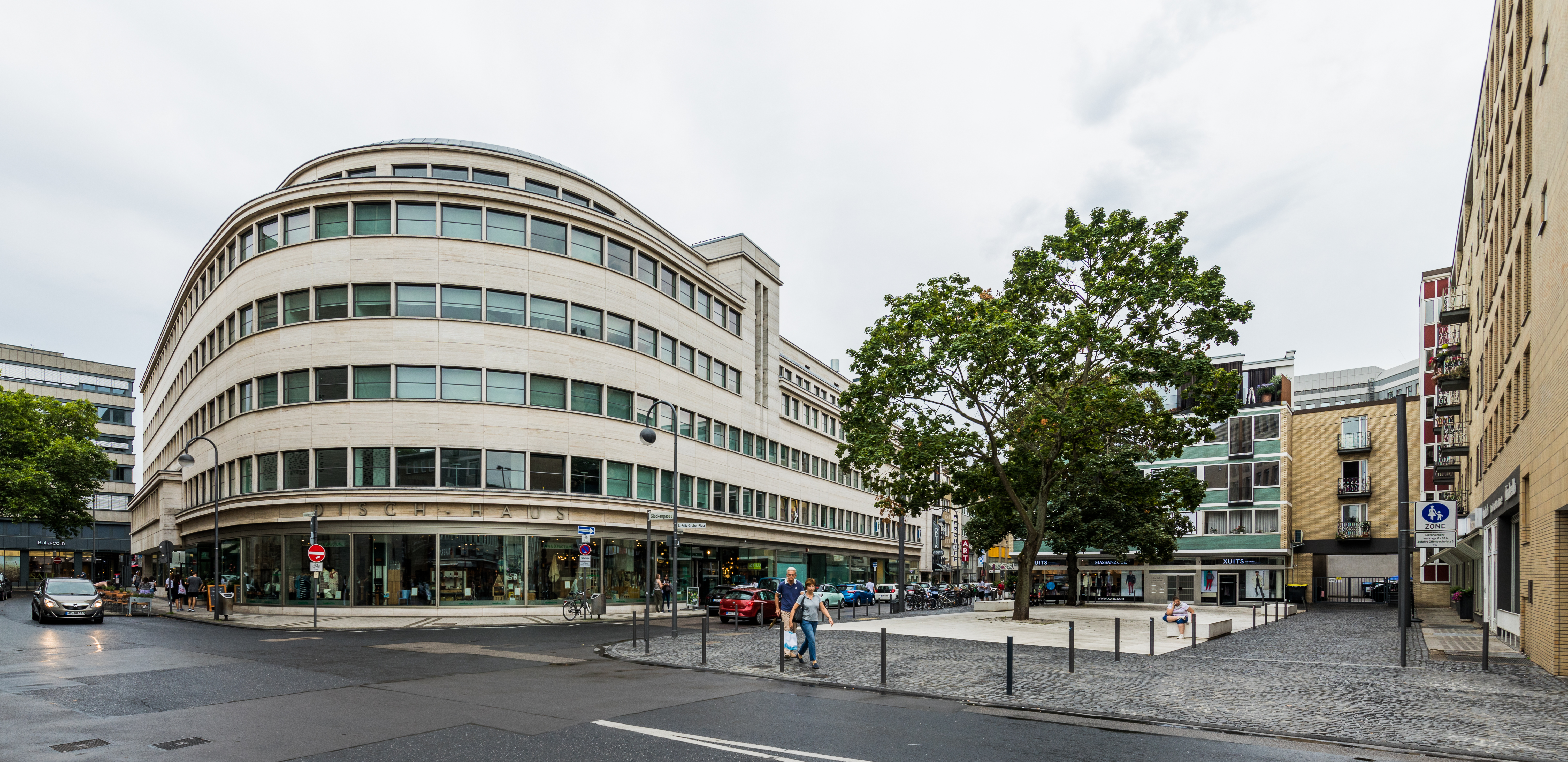
Das 1928–29 in Kooperation mit Bruno Paul errichtete Disch-Haus an der Kölner Brückenstraße

In den Jahren 1928 bis 1929 errichtete Weber gemeinsam mit Paul den Neubau des Kölner Dischhauses.
Weber starb 1935 im Alter von 56 Jahren in seiner Kölner Wohnung Gereonsdriesch 11.
Wenige Jahre nach dem Tod Webers fielen große Teile der Kölner Altstadt den Luftangriffen während des Zweiten Weltkriegs zum Opfer. Dennoch haben sich einige Teile der ursprünglichen von Bruno Paul entworfenen und durch Weber genutzten Wohnungsinneneinrichtung erhalten, jedoch nicht aus dem Sprechzimmer.